# Royal Portrush Golf Club

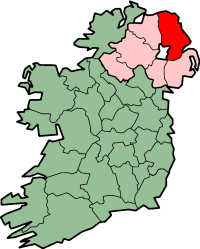

Royal Portrush is een golfclub in Noord-Ierland.

## De club
De club werd opgericht in 1888 en kreeg toen de naam The County Club. In 1892 werd de naam al veranderd in The Royal County Club, omdat de eerste Duke of York haar beschermheer werd. Dit veranderde in 1895, toen de Prince of Wales beschermheer werd. De club kreeg toen de huidige naam.

## De baan
De golfclub ligt in het graafschap Antrim, in de noordoorst punt van Noord-Ierland. Er zijn twee 18 holesbanen, de 'Dunluce Links' en 'The Valley', beiden aangelegd door Harry Colt.
De Dunluce baan, ontleent haar naam aan de ruïne van het 18de-eeuwse Dunluce kasteel, waar de spelers op uit kijken. De linksbaan kreeg in november 1996 een 4de plaats in "The 100 greatest courses in the British Isles". De beroemdste hole is de 14de, een par-3 van 180 meter, waar de afslag over een ravijn gaat. Niet voor niets heet deze hole de 'Calamity Corner'.
De tweede baan, 'The Valley', wordt vooral door de dames- en jeugdleden van Portrush gebruikt die een ontspannen rondje willen spelen, en door de leden van het nabijgelegen Rathmore. De damesleden en de leden van Rathmore hebben een eigen clubhuis bij de eerste tee van The Valley. Aan die kant ligt ook een 9-holes par-3 oefenbaan.
De drivingrange, waar professional Gary McNeil en zijn assistenten lesgeven, is alleen toegankelijk voor clubleden.
Rory McIlroy heeft het baanrecord van 61 op zijn naam staan.

## Toernooien
Porthrush is de enige baan in Ierland waar het Brits Open is gespeeld. Dit was in 1951 en werd gewonnen door de Engelse speler Max Faulkner OBE ( 1916-2006). In 2019 werd het Brits Open voor de tweede keer op Royal Portrush gespeeld. De Ier Shane Lowry won het tornooi voor de Brit Tommy Fleetwood. In 2025 werd er opnieuw op Royal Portrush gespeeld met als winnaar de Amerikaan Scottie Scheffler.
Het Open werd in 1947 gewonnen door een lid van Portrush, de Noord-Ier Fred Daly. Pas in 2007 won weer een Noord-Ier het Open, Pádraig Harrington.
Meer recentelijk, in 1995, 1996 en 2004, is het Seniors Britsish Open op Portrush gespeeld. In 2010 was de club gastheer van de Palmer Cup, in 2011 van het Senior Brits Amateur en in 2012 het Iers Open, dat toen voor het eerst in Noord-Ierland werd gespeeld.